# Garvín
Garvín település Spanyolországban, Cáceres tartományban. Garvín Valdelacasa de Tajo községgel határos. Lakosainak száma 94 fő (2024).

## Népesség
A település népessége az elmúlt években az alábbi módon változott:
| Lakosok száma | 123  | 108  | 109  | 105  | 108  | 97   | 91   | 95   | 96   | 94   |
|               | 2001 | 2004 | 2006 | 2009 | 2011 | 2014 | 2016 | 2019 | 2021 | 2024 |